# Trigonospermum melampodioides
Trigonospermum melampodioides là một loài thực vật có hoa trong họ Cúc. Loài này được DC miêu tả khoa học đầu tiên năm 1836.